# Lila Downs

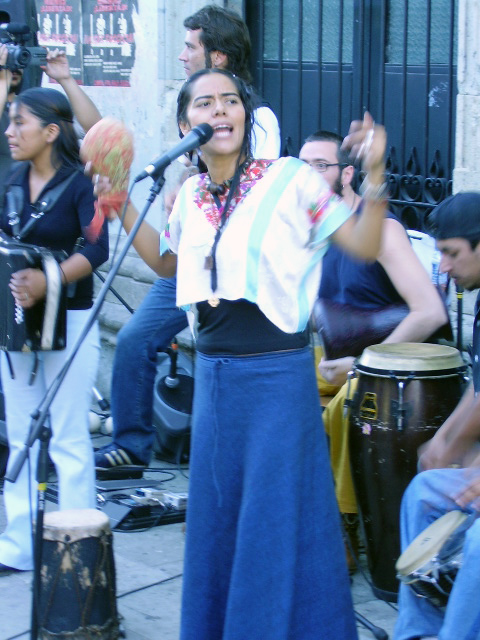
Lila Downs i Oaxaca 2006.

Ana Lila Downs Sánchez, född 9 september 1968 i Tlaxiaco i Oaxaca i Mexiko, är en mexikansk-amerikansk vis- och operasångerska som även komponerar sin egen musik. Hon kan även sjunga på flera inhemska språk från Mexiko och uppträder med låtar från Mixtec, Zapotec, Maya, Purépecha och Nahuatl-kulturerna. Downs har bland annat som ett fan följt turnéer med den kända gruppen Grateful Dead. Hon är mest känd i Sverige för att ha medverkat i filmen Frida, som handlar om Frida Kahlos liv, med sångerna "Alcoba Azul", "La Borrachita", "La Llorona" och "Burn It Blue".

## Diskografi
Studioalbum
- 1994 – Ofrenda
- 1996 – Azulao: En vivo con Lila Downs
- 1999 – La Sandunga
- 2000 – Tree of Life
- 2001 – Border – La Linea
- 2002 – Frida (soundtrack)
- 2003 – La Sandunga – extra tracks
- 2004 – Una Sangre – One Blood
- 2006 – La Cantina
- 2008 – Shake Away
- 2010 – Lila Downs y la Misteriosa en París Live a FIP
- 2011 – Pecados y Milagros
- 2015 – Balas y Chocolate
- 2017 – Salón, Lágrimas y Deseo

Samlingsalbum
- 2008 – The Very Best Of El Alma de Lila Downs
- 2012 – Canciones Pa´Todo El Año

DVD
- 2006 – Lotería Cantada
- 2008 – The Very Best Of / El Alma de Lila Downs (CD+DVD)

Annat
- 2001 – "Border" / "La Linea" (promosingel)
- 2014 – "La Raíz De Mi Tierra" (singel tillsammans med Soledad Pastorutti och Niña Pastori)

## Filmografi
- 2002 – Frida